# Ариас Каньете, Мигель
Миге́ль Ари́ас Канье́те (исп. Miguel Arias Cañete; род. 24 февраля 1950, Мадрид) — испанский политик, член Народной партии Испании, европейский комиссар по вопросам климата. Министр сельского хозяйства, продовольствия и окружающей среды в правительстве Мариано Рахоя в 2011—2014 годах. 9 апреля 2014 года возглавил избирательный список Народной партии на выборах в Европейский парламент в мае 2014 года.

## Биография
Мигель Ариас Каньете изучал юриспруденцию в Университете Комплутенсе в Мадриде и с 1974 года служил прокурором в Херес-де-ла-Фронтера. Дважды избирался в Сенат от провинции Кадис (в 1982—1986 и в 2000—2004 годах). В 1982—1986 годах избирался депутатом в парламент Андалусии, в 1986—1999 годах — депутат Европейского парламента. В 2000—2004 годах занимал должность министра сельского хозяйства в правительстве Хосе Марии Аснара. С 2004 года является депутатом нижней палаты испанского парламента. 22 декабря 2011 года был вновь назначен министром сельского хозяйства, продовольствия и окружающей среды в правительстве Рахоя. 9 апреля 2014 года ушёл в отставку с поста министра в правительстве Рахоя, чтобы возглавить избирательный список Народной партии на выборах в Европейский парламент в мае 2014 года. Его преемницей на посту министра в правительстве Рахоя стала его заместитель Исабель Гарсия Техерина. С 1 ноября 2014 года является европейским комиссаром по вопросам климата.
Награждён орденом Карлоса III и орденом Гражданских заслуг (исп. Orden del Mérito Civil). Женат, имеет троих детей.